# Alfred Westholm (filolog)
Alfred Emanuel Westholm, född den 20 oktober 1862 i Västerås, död den 8 maj 1945 i Falun, var en svensk filolog och skolman. Han var son till prosten Alfred Westholm och far till arkeologen Alfred Westholm och arkitekten Sten Westholm.
Westholm blev student vid Uppsala universitet 1880. Han avlade filosofie kandidatexamen 1885 och filosofie licentiatexamen 1890 samt promoverades till filosofie doktor 1899. Westholm var lärare vid Beskowska skolan i Stockholm 1891–1898 och blev adjunkt vid högre allmänna läroverket i Västerås 1898 samt lektor i engelska och franska språken vid högre allmänna läroverket i Falun 1900. Han blev riddare av Nordstjärneorden 1915. Westholm vilar på Skogskyrkogården i Falun.